# N Satu Aek Nabara
N Satu Aek Nabara is een bestuurslaag in het regentschap Labuhan Batu van de provincie Noord-Sumatra, Indonesië. N Satu Aek Nabara telt 257 inwoners (volkstelling 2010).